# توماس فورد
توماس فورد (انگلیسی: Thomas Ford؛ زادهٔ ۳ اکتبر ۱۹۹۲) قایقران روئینگ اهل بریتانیا است.
وی در مسابقات کشوری و بین‌المللی در مجموع برندهٔ ۱ مدال طلا، ۲ مدال نقره، ۲ مدال برنز شده‌است.